# Manešovice
Manešovice (německy Maneschowitz) jsou malá vesnice, část obce Budíškovice v okrese Jindřichův Hradec v Jihočeském kraji. Nachází se asi dva kilometry jižně od Budíškovic. Nejbližší železniční stanice Dačice. Nadmořská výška 506 metrů. Římskokatolická farnost Třebětice. Malá obec s českým obyvatelstvem. V roce 1850 měla 80 obyvatel. Katastr obce měl v roce 1900 výměru 278 hektarů. Je zde evidováno 20 adres. V roce 2011 zde trvale žilo 42 obyvatel.
Manešovice jsou také název katastrálního území o rozloze 2,78 km².

## Název
Název vesnice byl odvozen od osobního jména Maneš (které vzniklo rozšířením jména Man totožného s obecným man - "vazal"). Výchozí tvar Manešovici byl původně pojmenováním obyvatel vsi a znamenal "Manešovi lidé".

## Historie[3]
Ves je patrně před kolonizačního původu. První písemná zmínka o Manešovicích je z roku 1378 (uváděn je také rok 1365), kdy Velislav z Manešovic prodal třetinu svého svobodného dvora synovi Vavřincovi. Zbytek vsi už tehdy patřil k bílkovskému panství, patrně již před rokem 1348. Ves pak sdílela osudy bílkovského zboží a od roku 1610 dačického panství až do roku 1849. Vedle vsi byl v Manešovicích také svobodný dvůr. Později se i tento dvůr stal součástí dačického velkostatku. Manešovice pak sdílely od roku 1610 osudy dačického panství až do roku 1849, kdy také zanikla robota.
Podle lánového rejstříku bylo v Manešovicích před třicetiletou válkou sedm usedlostí a všechny zůstaly za války obsazeny. Z těch bylo šest láníků a jeden domkář s půdou.
Podle Tereziánského katastru moravského byl na katastru vsi vrchnostenský dvůr.
Podle vceňovacího operátu žilo roku 1843 v Manešovicích 87 obyvatel, z toho 39 mužů a 45 žen v 19 domech a 22 domácnostech. Z nich se živilo 14 zemědělstvím, 1 živností a 7 bylo nádeníků. Ve vsi bylo vrchnostenské hospodářství s 94 jitry. Desátky byly odváděny panství Dačice. Na týdenní sobotní trhy se z Manešovic jezdilo do Dačic. Z uváděných živnosti zde byl 1 kovář.

## Vývoj obce do současnosti[3]
Ve druhé polovině 19. a v první polovině 20. století se většina obyvatelstva obce živila zemědělstvím. V roce 1900 byla výměra hospodářské půdy obce 271 ha. V roce 1911 zde nebyl žádný živnostník.
V roce 1924 zde bylo 11 hospodařících rolníků rolníků.
Obec byla elektrifikována připojením na síť ZME Brno v roce 1930. JZD vzniklo v roce 1952, v roce 1970 bylo sloučeno s JZD Třebětice a v roce 1975 do JZD 1. máj Budíškovice.
Nyní převládající zaměstnání: zemědělství, část soukromě hospodařící zemědělci.

## Přírodní poměry[3]
Obec leží v plošinaté krajině severního výběžku Jemnické kotliny, při východním úpatí nižší zalesněné skupiny hřbetu Třebětických kopců. Nejvyšší je Zadní hora 607 metrů. v severní části. Hřbet je budován pruhem odolnějších kvarcitických rul. Výška plošin v okolí obce dosahuje asi 500 metrů.

## Obyvatelstvo[3]
V roce 1880 měla obec 19 domů a 101 obyvatel, roku 1900 16 domů a 100 obyvatel, roku 1921 17 domů a 103 obyvatel, roku 1930 17 domů a 94 obyvatel, roku 1947 19 domů a 95 obyvatel, roku 1950 18 domů a 82 obyvatel, v roce 1970 18 domů a 73 obyvatel, a v roce 1982 17 domů a 59 obyvatel.
| Rok            | 1869 | 1880 | 1890 | 1900 | 1910 | 1921 | 1930 | 1950 | 1961 | 1970 | 1980 | 1991 | 2001 | 2011 | 2021 |
| -------------- | ---- | ---- | ---- | ---- | ---- | ---- | ---- | ---- | ---- | ---- | ---- | ---- | ---- | ---- | ---- |
| Počet obyvatel | 103  | 101  | 114  | 100  | 103  | 103  | 94   | 82   | 81   | 73   | 59   | 49   | 47   | 42   | 36   |
| Počet domů     | 19   | 19   | 17   | 16   | 17   | 17   | 17   | 18   | 18   | 18   | 17   | 18   | 19   | 19   | 21   |

## Obecní správa[3]
V letech 1850 až 1855 byla vesnice samostatnou obcí podřízena politické pravomoci Podkrajského úřadu v Dačicích a v rámci soudní správy Dačickému okresnímu soudu. V roce 1855 byly zřízeny smíšené okresní úřady s politickou a soudní pravomocí, a proto byla v letech 1855 až 1868 vesnice podřízena Okresnímu úřadu v Dačicích. V roce 1868, když byly veřejná správa a soudnictví opět odděleny, vrátila se vesnice pod politickou pravomoc Okresního hejtmanství v Dačicích. Po vzniku Československé republiky patřila od roku 1919 pod nově vzniklou Okresní správu politickou. Od roku 1928, po vzniku Okresního úřadu v Dačicích, náležela pod jeho správu až do roku 1945. Po osvobození Rudou armádou v květnu roku 1945 náležela vesnice pod Okresní národní výbor v Dačicích a v jeho rámci od roku 1949 pod nově vzniklý Jihlavský kraj. V polovině roku 1960 došlo k rozsáhlé územní reorganizaci a po ní byla vesnice spolu s celým moravským Dačickem začleněna pod správní okres Jindřichův Hradec a Jihočeský kraj. Toto začlenění trvalo až do zrušení Okresního úřadu v Jindřichově Hradci koncem roku 2002. V roce 1960 byly Manešovice sloučeny s Třeběticemi, později od 1. ledna 1980 s Budíškovicemi. Poté se Třebětice opět osamostatnily, ale Manešovice již zůstaly součástí Budíškovic. Od roku 2003 spadají pod pověřený Městský úřad v Dačicích v samosprávném Jihočeském kraji.

## Pamětihodnosti[3]
- Na návsi pseudorenesanční kaple Nejsvětější Trojice z konce 19. století.